# Walhalla Wacht
Walhalla Wacht é um álbum de 2008 da banda Neerlandesa de Folk Metal Heidevolk. 

## Faixas
| N.º | Título                                                     | Duração |  |
| 1.  | "Saksenland" ("Saxon Land")                                | 5:38    |  |
| 2.  | "Koning Radboud" ("King Radbod")                           | 3:40    |  |
| 3.  | "Wodan heerst" ("Odin Reigns")                             | 8:04    |  |
| 4.  | "Hulde aan de kastelein" ("Tribute to the Innkeeper")      | 1:03    |  |
| 5.  | "Walhalla wacht" ("Valhall Awaits")                        | 4:11    |  |
| 6.  | "Opstand der Bataven" ("Revolt of the Batavians")          | 4:36    |  |
| 7.  | "Het wilde heer" ("The Raging Army")                       | 5:48    |  |
| 8.  | "Naar de hal der gevallenen" ("To the Hall of the Fallen") | 1:59    |  |
| 9.  | "Zwaarden geheven" ("Swords Raised")                       | 4:08    |  |
| 10. | "Dageraad" ("Dawn")                                        | 2:22    |  |

## Créditos
- Joost Westdijk - bateria, backing vocals
- Joris Boghtdrincker - vocal, guitarra acústica, midwinter horn, megafone
- Mark Bockting - vocal
- Reamon Bloem - guitarra, backing vocals
- Rowan Middelwijk - baixo, backing vocals, beatring
- Sebas Bloeddorst - guitarra, backing vocals, megafone

### Participções
- Stefanie Achatz - violino
- Davis Miles - assobio

## Lançamento
O álbum foi lançado na Finlândia em 26 de Março  de 2008, depois na Alemanha, Áustria e Suíça em 28 de Março. No resto da Europa foi lançado em 31 de Março e na América do Norte em 22 de Abril.